# Aleijadinho

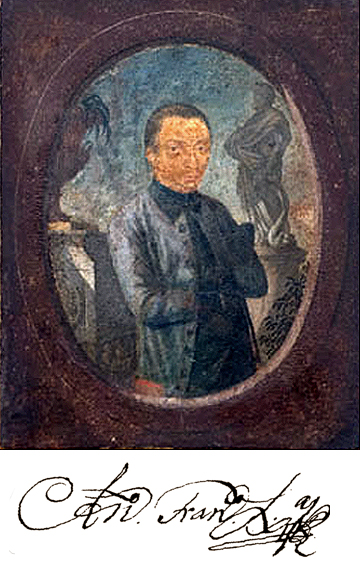
Antônio Francisco Lisboa, mer känd som Aleijadinho.

Aleijadinho, egentligen Antônio Francisco Lisboa, född 1730 eller 1738, död 18 november 1814, var en brasiliansk skulptör och arkitekt.

## Biografi
Aleijandinho utförde bland annat ritningar till olika kyrkor i staden Ouro Preto. Bland hans mera kända skulpturer märks statyerna av de tolv gammaltestamentliga profeterna i kyrkan Bom Jesus de Matozinhos i Congonhas i Minas Gerais.

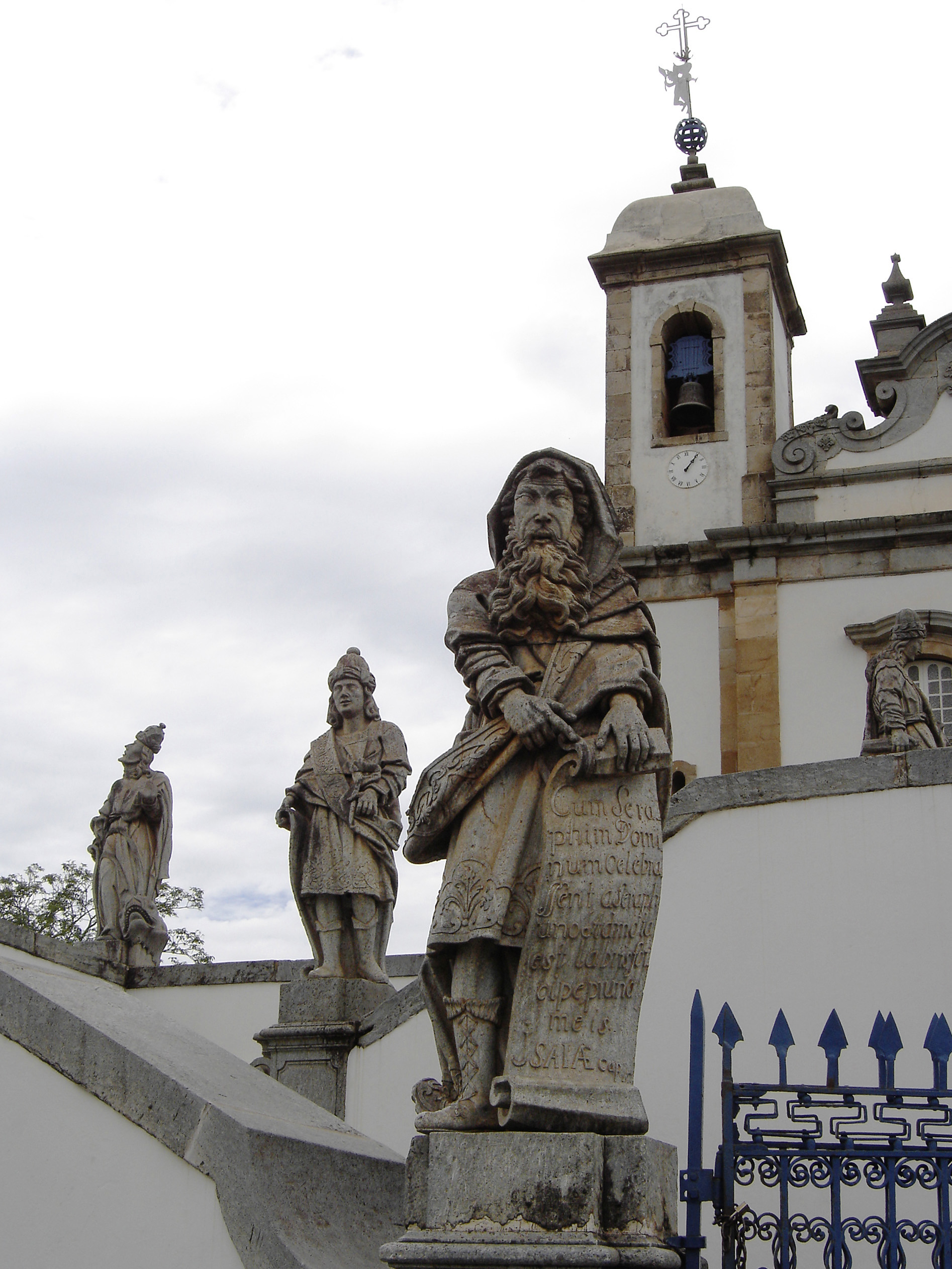
Profeten Jesaja i förvägen, skulpterad av Aleijadinho.